# Annandaliella
Genre
Annandaliella est un genre d'araignées mygalomorphes de la famille des Theraphosidae.

## Distribution
Les espèces de ce genre sont endémiques du Kerala en Inde,.

## Liste des espèces
Selon World Spider Catalog (version 14.0, 2013) :
- Annandaliella ernakulamensis Jose & Sebastian, 2008
- Annandaliella pectinifera Gravely, 1935
- Annandaliella travancorica Hirst, 1909

## Publication originale
- Hirst, 1909 : On some new or little-known mygalomorph spiders from the Oriental Region and Australasia. Records of the Indian Museum, Calcutta, vol. 3, part. 4, p. 383-390 (texte intégral).